# Біла Вода (Підляське воєводство)
Біла Вода (пол. Biała Woda) — село в Польщі, у гміні Сувалки Сувальського повіту Підляського воєводства.
Населення — 254 особи (2011).
У 1975-1998 роках село належало до Сувальського воєводства.

## Демографія
Демографічна структура станом на 31 березня 2011 року:
|          | Загалом | Допрацездатний вік | Працездатний вік | Постпрацездатний вік |
| -------- | ------- | ------------------ | ---------------- | -------------------- |
| Чоловіки | 139     | 33                 | 91               | 15                   |
| Жінки    | 115     | 24                 | 66               | 25                   |
| Разом    | 254     | 57                 | 157              | 40                   |